# Juntas Galegas pola Amnistia
As Juntas Galegas pola Amnistia, (JUGA), chamadas até 1988 Xuntas Galegas pola Amnistia, foi uma organização galega virada para a defesa dos direitos das presas e os presos ligados ao independentismo da Galiza. De orientação ideológica de esquerda, formou-se pela primeira vez em 1982 e desapareceu nos primeiros anos do século actual.

## História

### Primeira etapa
Fundam-se em 1980 após uma razzia policial contra L.A.R., organização armada galega que naquela altura realizava acções de sabotagem contra infraestruturas viárias na Galiza, nomeadamente a auto-estrada do Atlântico. A detenção de 14 independentistas em Setembro de 1980 provocou a activação das XUGA como entidade anti-repressiva.
A entidade tem inicialmente um meio escrito de expressão, chamado Setembro, onde se informa da situação dos presos e se incluem debates sobre a configuração do nacionalismo galego naqueles anos. É visível a influência da organização independentista Galiza Ceive na linha editorial da revista.
Em 1981 organizam a campanha Que voltem para casa, contra o afastamento dos presos do país de origem (Galiza), protestando pela punição económica e o risco que para as famílias significavam as deslocações contínuas para os visitarem. Estas primeiras XUGA realizam a sua única assembleia nacional em Novembro de 1982, após terem participado numa manifestação ampla em Santiago de Compostela, junto a entidades como a Asociación para Ceivar Presos Galegos, Asemblea Nacional Popular Galega, Galicia Ceibe (O.L.N.), Liga Comunista Revolucionaria, Movemento Comunista Galego, Partido Socialista Galego, e a União do Povo Galego). Nela, pedia-se Liberdade nacionalistas. Amnistia total e, não havendo autorização legal para a mesma, acaba com confrontos entre manifestantes e polícias espanhóis antes de que consiga partir da Alameda da capital da Galiza.
No ano seguinte 1983, os três últimos presos de Loita Armada Revolucionaria ficam livres por um indulto do governo espanhol, e as XUGA dissolvem-se.

### Segunda etapa
A refundação das JUGA produz-se em 1988, após as primeiras detenções de militantes do Exército Guerrilheiro do Povo Galego Ceive (EGPGC). Além das campanhas de apoio, as JUGA vão dar cobertura legal e médica às dúzias galegas e galegos detidos na década seguinte em relação com a actividade armada independentista.
Não havendo unanimidade quanto ao seu papel na luta independentista, o PCLN (Partido Comunista de Libertação Nacional) primeiro, e a Frente Popular Galega (FPG) depois, enfrentados ao sector representado pela Galiza Ceive (OLN) primeiro e à APU depois, apoiam em paralelo os chamados Comités Anti-repressivos (CAR), existindo tensas relações entre ambos sectores em função das suas diferentes posições sobre a actividade do EGPGC.
As JUGA e os CAR desenvolvem, contudo, algumas iniciativas conjuntas, como a marcha às cadeias de 1988, uma viagem às prisões de Alcalá-Meco e de Carabanchel, em Madrid, onde se encontravam alguns presos e presas galegas. A reagrupação do colectivo de presos independentistas em cárceres da Galiza é o objectivo táctico das JUGA nestes anos. Para tal, convoca manifestações, nomeadamente em Santiago de Compostela, mas nem só. Também apoiam iniciativas de outras organizações que visam solidarizar-se com o colectivo de presos e presas, como a manifestação convocada pela FPG em Dezembro de 88 para reclamar 'Liberdade. Autodeterminação'.
A 27 de Junho de 1989, familiares e amigos de presos e presas ocupam os tribunais da Corunha para denunciar as torturas sofridas pelos presos galegos na prisão de Alcalá Meco. Dependuram das janelas do prédio um cartaz com a legenda Em Meco torturam aos nossos filhos. Familiares dos presos independentistas galegos. 
Em Maio do mesmo ano, as JUGA convocam uma manifestação pela "Liberdade independentistas. Amnistia total". Apoiam-na a Frente Popular Galega (FPG), o Movimento Comunista Galego (MCG), a Liga Comunista Revolucionária (LCR), as Mulheres Nacionalistas Galegas (MNG), a Associaçom de Vizinhos 12 de Agosto,a Associaçom Juvenil Ferradura e a Irmandade Anti-repressiva das Pontes. Participam à roda das 300 pessoas.
Uma nova ocupação produz-se em Dezembro de 1989, na Catedral de Santiago de Compostela durante toda uma noite. Já no ano seguinte, em 1990, desta vez no 'Palácio de Justiça' da Corunha, por iniciativa das JUGA. 
Também nesse ano há uma manifstação em frente do Parlamento autónomo galego, para denunciar a piora das condições de vida dos presos independentistas. A polícia espanhola espanca os manifestantes e dispersa o protesto. Uma nova manifestação é convocada em Março de 90, com o apoio de entidades políticas e sociais galegas como a recém criada Assembleia do Povo Unido (cisão da FPG), a Associação para Ceivar Presos Galegos, a Associação 12 de Agosto, as Mulheres Nacionalistas Galegas, o colectivo Sanitários pola Amnistia e contra a Tortura e o Movimento de Objecção de Consciência de Ferrol. 

#### A revista A Treu
Nesse mesmo ano (1990), é publicada pela primeira vez a nova revista das JUGA, chamada A Treu. Nela incluem-se informações sobre a própria actividade anti-repressiva e sobre a situação do colectivo de presos e presas. Atingirá 28 números, entre o Verão de 90 e o ano 98.
Em Novembro de 90 decorre o primeiro Congresso da segunda etapa, onde são excluídos do trabalho solidário um sector dos presos independentistas (cinco ao todo) que recentemente abandonaram a disciplina do EGPGC. Serão os Comités Anti-Repressivos que se encarreguem sobretudo de dar apoio aos cinco presos excluídos.
Entretanto, a actividade armada e as detenções continuam e, em 1991, a seguir ao julgamento contra o Exército Guerrilheiro do Povo Galego Ceive, a polícia espanhola detém oito pessoas em diferentes pontos da Galiza, incluídas algumas militantes das JUGA. Em fins desse ano, a 13 de Setembro, acontece a última acção bombista do EGPGC, finalmente desarticulado pela polícia espanhola.
Em 1992, cinco militantes das JUGA realizam uma greve de fome em solidariedade com os presos e presas independentistas no interior da igreja de Conxo, em Santiago de Compostela. Em Setembro de 1992, entrevistam-se com Domingos Merino, deputado do PSG-EG no Parlamento autónomo galego. Esse partido apresenta uma iniciativa para atender aos direitos dos presos e presas, que é rechaçada com os votos contra do Partido Popular, a abstenção do PSOE e o apoio do PSG-EG e do BNG.
Continuam os julgamentos a membros do EGPGC e actos de protesto das JUGA. Em 1995, é boicotado o acto de encerramento da Pastoral Penitenciária na capital da Galiza, onde participava a secretária de Estado para Assuntos Penitenciários na altura, Paz Fernández Felgueroso, que acaba por receber representantes das JUGA e escuta as reivindicações de reagrupamento na Galiza.
Concertos, manifestações, boicotes, marchas às prisões e outras iniciativas continuam ao longo da década de noventa, promovidas pelas JUGA só ou em parceria com os CAR.
Em 1996, um grupo de membros das JUGA acorrentam-se em frente da embaixada espanhola em Lisboa para denunciar o prolongamento da prisão de independentistas da Galiza e exigir o reagupamento do colectivo em cadeias galegas.
Em Janeiro de 1997, membros das JUGA são recebidos pelo Provedor da Justiça galego.
A constituição, nos últimos anos do século XX, de uma Mesa pela Volta à Terra, será determinante para conseguir, finalmente, a repatriação dos presos e as presas independentistas galegas. Na Mesa, apoiada pela JUGA e por outros sectores soberanistas, participam pessoas conhecidas do mundo sindical, intelectual e político galego. Diferentes entrevistas com representantes do governo espanhol conseguem por fim o objectivo, que coincide com a libertação de ex-membros do EGPGC e com o abrandamento das condições de prisão de outros.
As JUGA perdem progressivamente actividade nos primeiros anos do século actual, até à sua desaparição definitiva.